# Fabrice Hybert
Fabrice Hybert, également connu sous le pseudonyme Fabrice Hyber, est un plasticien français né le 12 juillet 1961 à Luçon (Vendée). Il est élu à l'Académie des beaux-arts le 25 avril 2018, à l'âge de 56 ans.
Attaché à la nature, à l'économie, au commerce et aux sciences, il a créé des systèmes autour de la production artistique avec les entreprises, des scientifiques et des laboratoires à travers le monde. Fabrice Hyber revendique un attachement aux mathématiques, aux sciences, mais également à la philosophie de Gilles Deleuze.

## Biographie
Après une enfance à Château-Guibert en Vendée, Fabrice Hyber étudie les mathématiques et la physique. De 1979 à 1985, il est formé à l'école des beaux-arts de Nantes. En 1981, il produit sa première peinture, le Mètre carré de rouge à lèvres, et expose dès 1984 à la Biennale internationale du dessin de Saint-Étienne et en 1986 lors des Ateliers internationaux des Pays de la Loire à l'abbaye royale de Fontevraud. Cette même année, il présente sa première exposition personnelle, Mutation, à la Maison de l'avocat de Nantes.
Depuis 1986, il présente des expositions personnelles à Montréal, Limoges, Poitiers, Strasbourg, Tokyo, New-York, San Francisco, Zurich, Bruges, Sète ou encore Guadalajara.
En 2000 un projet sur l'Arc de Triomphe lui est confié. En 2001, le Sidaction lui passe commande d'une œuvre monumentale, L'Artère, dédiée à la mémoire des victimes du sida et en hommage à ceux qui se consacrent à la lutte contre l'épidémie, installée dans le parc de la Villette et à laquelle il se consacre de 2002 à 2006. En 2004, Fabrice Hyber annonce : « À partir du 1er mai 2004, j’ai décidé, en pleine possession de mes moyens, c’est-à-dire en pleine santé, de supprimer le “t” de Hybert ».
En 2007 c'est dans le jardin du Luxembourg qu'il installe Le Cri, l'Écrit, une commande publique commémorant l'abolition de l'esclavage. Dans le même temps, il poursuit une démarche lancée autour dès 1990 en semant des arbres dans la vallée vendéenne de son enfance.
Développant ses expérimentations et travaux artistiques, Fabrice Hyber installe un jardin de sculptures au Japon, un autre au Texas. Il collabore également avec l'agence d'architecture Jakob + MacFarlane pour la résille du siège d'Euronews à Lyon (2015).
En 2018, Fabrice Hyber livre le décor peint de la verrière du palace parisien Lutetia, il réalise également, pour Beaupassage rue de Grenelle, Les Deux Chênes à partir du double moulage d'un arbre tricentenaire de sa vallée vendéenne.
Officier dans l'ordre des Arts et des Lettres depuis janvier 2012, Fabrice Hyber est élu à l'Académie des beaux-arts en 2018 au fauteuil de Chu Teh-Chun. Il est reçu sous la Coupole le 7 juillet 2021 par Régis Campo. En 2021 également, Fabrice Hyber devient ambassadeur du fonds « ONF-Agir pour la forêt ».
Le 7 mars 2022, Fabrice Hyber est nommé président du conseil d'administration du Centre national des arts plastiques par un arrêté de la ministre de la culture.

## Œuvre

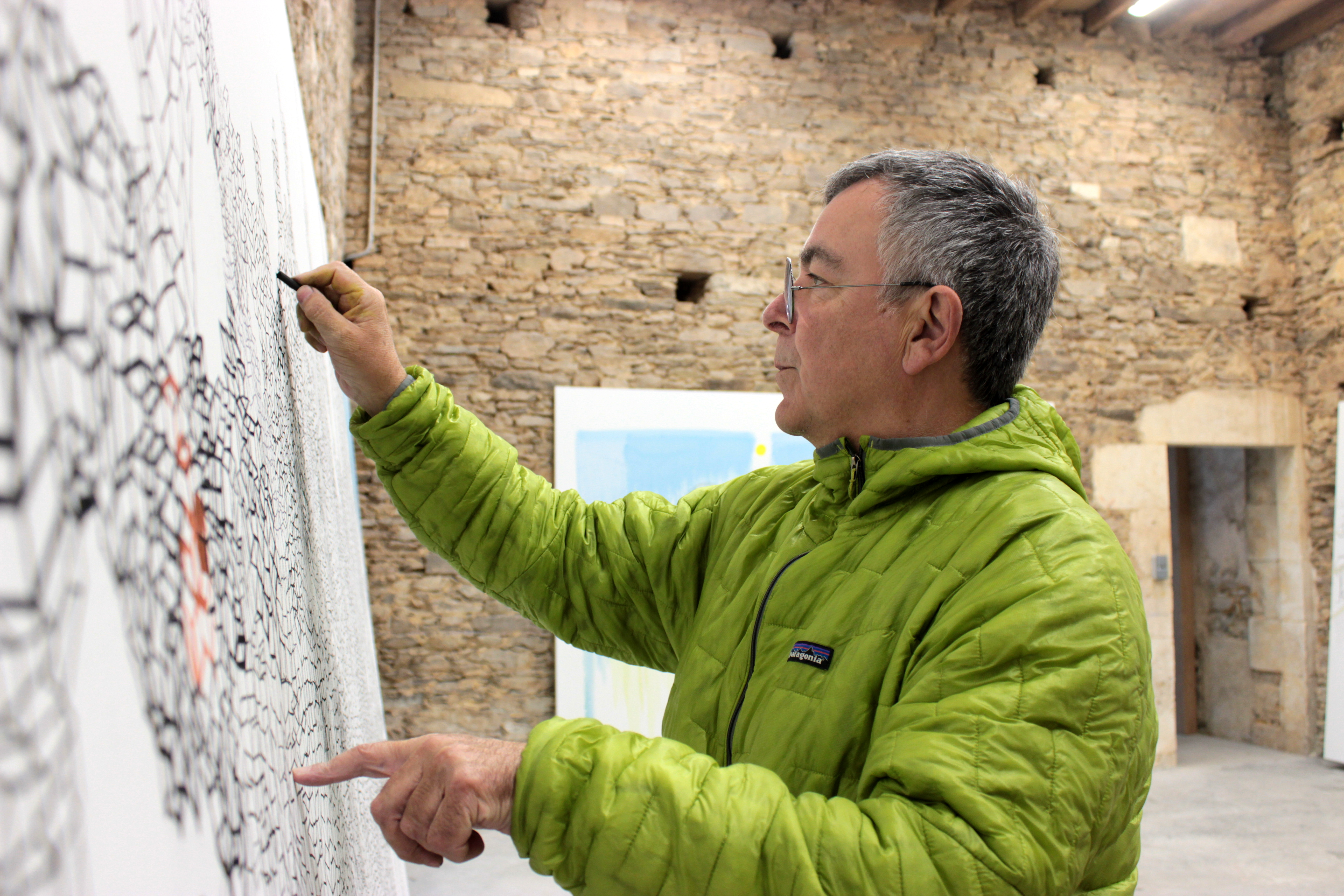
Fabrice Hyber dessinant dans son atelier en 2022

Artiste prolifique, Fabrice Hyber construit peu à peu une production faite de peintures, dessins au fusain, collages, vidéos, etc.
« L'ensemble de l'œuvre de Fabrice Hybert, apparue au milieu des années 1980, se construit sur un principe d'échos, de dérives, d'échafaudages. Chaque œuvre refuse d'être autonome, elle n'est qu'une étape intermédiaire et évolutive d'un work in progress conçu sous la forme d'un gigantesque rhizome dont les articulations naissent chaque fois de la volonté d'établir des liens tout en représentant la prolifération de la pensée : un ars combinatoria. »

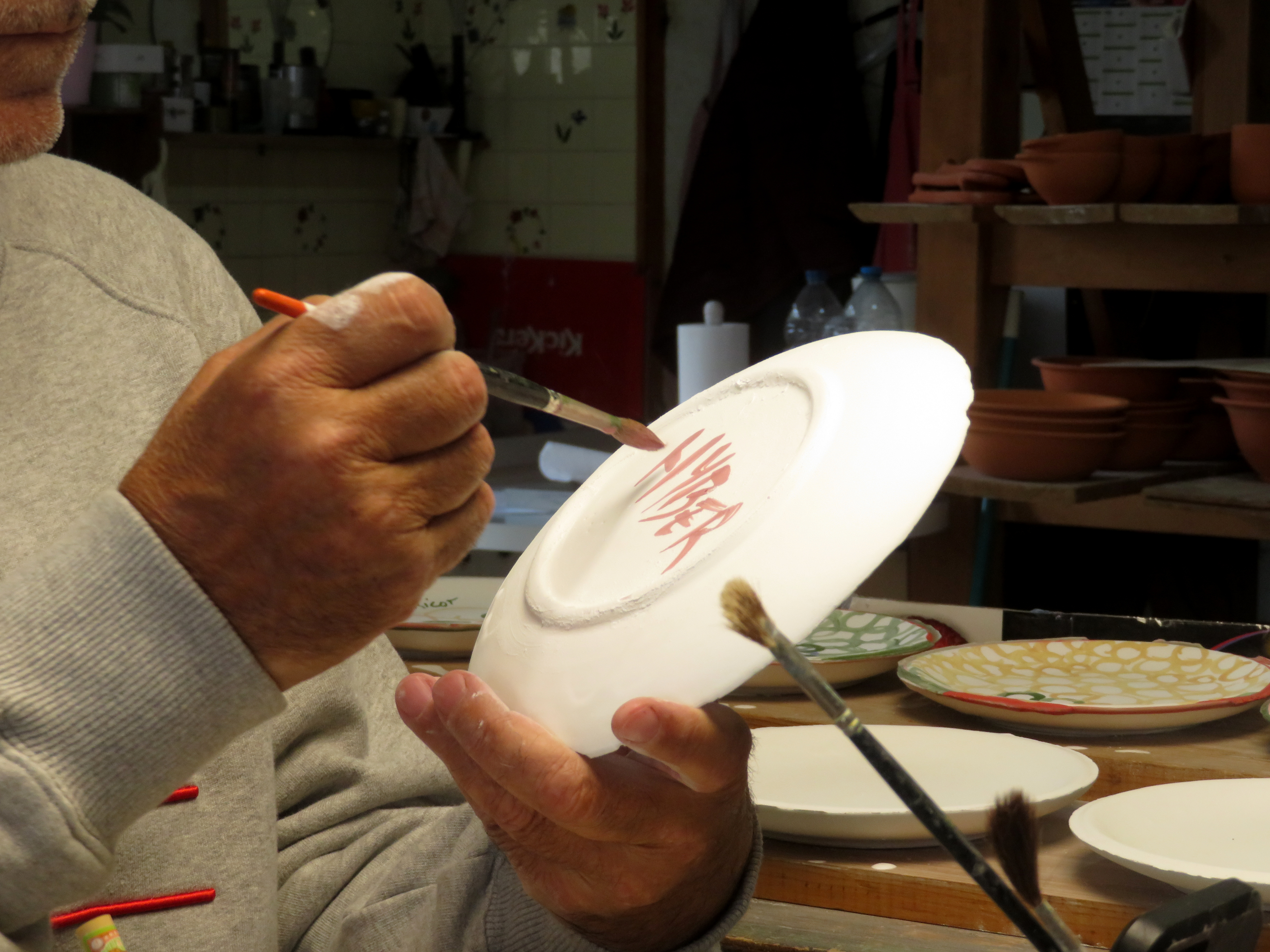
Fabrice Hyber signant le revers d'une assiette de la poterie de Nesmy (Vendée)

Lion d'or à la biennale de Venise en 1997, il crée une œuvre multiforme à partir de la pratique de la peinture. Artiste en dialogue, il a collaboré avec des entreprises, lancé le programme Organoïde à l'Institut Pasteur, et développe depuis 2012 le réseau de production « les réalisateurs ».

### Art et sciences
Sensible à la biologie, l'astronomie ou encore aux mathématiques et à la physique, Fabrice Hyber transpose la question scientifique dans son œuvre, tant par les sujets traités que par la mise à nu du processus créatif, à l'image de tableaux de recherches. Rhizomatiques, les Peintures homéopathiques de Fabrice Hyber mettent en évidence le corps, le paysage ou l'objet, en écho avec l'acte de création qui est explicité du début à la fin. Ainsi, calculs, documents de recherches, croquis, ou états d'âme de l'artiste sont constitutifs de chaque œuvre autant qu'ils en sont la matrice visible.
Fabrice Hyber s'attache à travailler avec le corps scientifique. Il collabore par exemple en 2007 avec le biotechnologiste américain Robert S. Langer autour de la question des cellules souches, ou, régulièrement, avec l'Institut Pasteur et le professeur Olivier Schwartz. Souvent présentes dans le travail de Fabrice Hyber, les notions virales sont également traitées par l'artiste lors de la crise du Covid-19. En 2021, Fabrice Hyber travaille avec Pascale Cossart de l'Institut Pasteur pour l'illustration d'un ouvrage scientifique consacré aux microbes unicellulaires. Intitulé Le Monde invisible du vivant, ce livre est publié le 28 avril 2021 aux éditions Odile Jacob.
La réalité des questions environnementales est également saillante dans l'œuvre de Fabrice Hyber. Semant des arbres dans sa vallée vendéenne, il voue une partie de son travail à la recherche d'écosystèmes en plusieurs points du globe. La place des énergies renouvelables et des usages électriques est tout autant au cœur de sa réflexion. En 2022 et 2023, les expositions présentées à la Fondation Cartier et au domaine de Chaumont-sur-Loire illustrent la problématique environnementale qu'interroge Fabrice Hyber dans son travail. À la Fondation Cartier, la transmission se joue également dans un processus d'éducation à l'environnement par la mise en place d'une école avec cycle de cours et de conférences au sein du dispositif.

### Art et entreprise
Artiste-entrepreneur, Fabrice Hyber noue des partenariats avec des entreprises dès le début de sa carrière. Quand il crée le Mètre carré de rouge à lèvres en 1981, il développe un projet avec le fabricant de cosmétiques Liliane France. Depuis, il multiplie les collaborations avec des groupes privés.
Emblématique de ce travail, le Plus Gros Savon du monde est créé en 1991. Avec la Compagnie des Détergents et du Savon de Marseille, il produit un savon moulé de vingt-deux tonnes homologué par le Guinness des records. Objet artistique, performatif et industriel, le Plus Gros Savon du monde est également un acte commercial dans la mesure où, en partenariat avec le groupe E.Leclerc et les transports LOcation-VEhicule France, il voyage sur les parkings de supermarchés partout en France puis en Belgique, en Allemagne et en Espagne. Abordé dans le livre 1-1=2, le commerce est important pour Fabrice Hyber, notamment en ceci qu'il est à considérer comme un moyen d'échanges et non seulement comme un élément strictement économique.
Désireux de nouer des partenariats avec des sociétés privées et de garder une forme d'indépendance dans ses projets, leur production et leur diffusion, Fabrice Hyber fonde la SARL UR : Unlimited Responsibility (responsabilité illimitée) en 1994. Utilisée par Fabrice Hyber, la SARL UR est également ouverte à d'autres créateurs. Alors peu présente dans les milieux artistiques, la question entrepreneuriale y est vue comme l'objet de rencontres et d'expérimentations autant que de production. Reprenant les codes du commerce (valorisation, communication, mise en vente), notamment en commercialisant les POF, l'un des objectifs d'UR est le financement de projets artistiques.
En 1995, le musée d'Art moderne de la ville de Paris accueille l'exposition Hybertmarché en collaboration avec l'université de Lunebourg. Impliquant l'entreprise UR, pour Fabrice Hyber le projet consiste à : faire inventorier des objets présents dans son œuvre, les commander ou les faire parvenir, les réceptionner et les disposer en rayon publiquement après l'ouverture de l'exposition, les modifier selon ce qu'ils sont dans sa pensée, les mettre en vente.
Entre autres projets en partenariat avec des entreprises, Fabrice Hyber contribue à développer en 2021 le gin Frisson d'Hyber avec la société Conquérant Spirits. En mars 2022, il collabore avec le maroquinier de luxe Camille Fournet et crée une capsule en édition limitée et numérotée de produits utilisant son vert Hyber.

### Sélection de projets

#### LesPOF
Nés en 1991, les POF (prototypes d'objets en fonctionnement) sont inspirés de la vie quotidienne. Hybrides, saugrenus, subversifs et pourtant très proches des objets usuels, les POF partent du réel et le font glisser vers le stade où la perception logique est mise à mal. Conçus comme des invitations à l'appropriation et au détournement de l'ordinaire, les POF sont dans un premier temps commercialisés par UR et peuvent être fabriqués par chaque personne suivant une indication donnée par Fabrice Hyber. En interrogeant son quotidien ou en fabriquant, le spectateur devient partie prenante de l'œuvre. L'Escalier sans fin, la Balançoire ou le Ballon carré sont parmi les plus emblématiques des 160 POF créés depuis 1991.
En 2018, la Maison des POF est créée dans le cadre du 1 % artistique pour le nouveau bâtiment de l'École des beaux-arts de Nantes. Lieu d'expérimentations, la Maison des POF est un cabinet évolutif qui invite le public à manipuler, essayer et s'interroger.

#### L'Homme de Bessines
Répondant à une commande publique pour la commune de Bessines (Deux-Sèvres), Fabrice Hyber entreprend de disperser six hommes de bronze peints en vert dans le village. D'une hauteur de 87 cm, soit la moitié de la taille de l'artiste, chaque sculpture est percée par onze orifices d'où jaillissent des filets d'eau. En lien avec la notion de mutation traitée par l'artiste en 1986, L'Homme de Bessines est également une œuvre virale en ceci qu'elle est prévue pour être diffusée de manière illimitée. Ainsi, depuis la première installation à Bessines en 1991, la sculpture a été diffusée à plusieurs centaines d'exemplaires, de tailles et d'apparences variables, sur l'ensemble de la planète (Shanghai, Lisbonne, Tokyo, Londres...). En 2022, le trentième anniversaire de L'Homme de Bessines est l'occasion d'une installation dans les jardins du Palais Royal à Paris. Le numéro 1 est actuellement visible à Niort au musée Bernard d'Agesci.

#### Eau d'or, eau dort, OdoretSpiral TV
Invité à investir le pavillon français lors de la 47e Biennale de Venise en 1997, Fabrice Hyber transforme l'espace en lieu de création en mutation permanente et non en un lieu de présentation d'œuvres d'art. Nommée Eau d'or, eau dort, Odor, la manifestation transforme le pavillon français en un studio de tournage expérimental avec la participation de personnalités diverses (Albert Jacquard, Jean Rouch, Uri Tzaig, made in Eric…) et du public. En direct ou en différé, les émissions produites calquent et transgressent les codes de la télévision tout en plaçant la question du corps au centre du projet,. Pour Fabrice Hyber, le processus de création est alors plus important que le produit final. Remarqué, le projet vaut à l'artiste d'être récompensé d'un Lion d'or.
En 1999, c'est au Wacoal Art Center de Tokyo que Fabrice Hyber développe une proposition selon le dispositif vénitien. À travers Spiral TV, l'artiste réalise et diffuse en direct (sur câble et internet), douze heures de programmes quotidiens sous le vocable « It's Tomorrow Now », c'est demain maintenant, durant cinq jours.

#### Inconnu.net
De septembre à novembre 2000, Fabrice Hyber investit l'Arc de Triomphe de l'Étoile et ses abords dans le cadre d'une manifestation nationale confiant sept monuments nationaux à sept artistes. Désirant créer un écrin végétal autour du monument, Fabrice Hyber déploie une ceinture d'une centaine de bouleaux en opposition au caractère minéral du lieu. Un éclairage évolutif vert est projeté sur l'Arc de Triomphe tandis que la salle des Palmes est dédiée à la consultation du site internet inconnu.net.
Développant la question née de la tombe commémorative de la Première Guerre mondiale, Fabrice Hyber transforme le monument parisien en une porte ouverte vers l'inconnu, tant par le dispositif extérieur que par le portail internet qui invite les visiteurs à poser des questions dont les réponses apportées sont d'autres questions émanant de contributions d'artistes, écrivains, scientifiques, etc.

#### L'Artère
« Un « monument aux victimes » n'était pas exact, ce type de sculpture d'un académisme mortifère ne reflétait pas la vitalité de la lutte quotidienne. J'ai imaginé autre chose : un anti-monument, une œuvre à part entière qui propose des dizaines d'images à utiliser pour continuer et fédérer les luttes dans un des lieux publics les plus visités de Paris. En espérant que les dessins de ce jardin-chantier puissent disparaître par l'excès d'utilisation : je rêve que L'Artère épuise le virus. »
En 2001, à l'occasion des vingt ans de l'apparition du Sida, l'association Sidaction lance un appel à projets pour la réalisation d'un monument commémoratif. Détaché de l'esthétique de la commémoration, le projet de Fabrice Hyber témoigne des aspects sociaux, affectifs ou médicaux liés au virus. Sur 1 001 m2, l'ensemble est composé de céramiques dessinées par l'artiste et réalisées à Monterrey au Mexique. Réalisée de 2002 à 2006, l'œuvre installée dans le parc de la Villette s'apparente, par son côté rhizomatique à un vaste storyboard.

#### Le Cri, l'Écrit
« Le cri c'est la marque de l'abolition de l'esclavage mais aussi la mise en garde contre l'esclavage moderne. Le cri est de peur, de larmes mais aussi de joie. Le cri est une métaphore de cet asservissement qui a été aboli par les textes. Le cri c'est un dessin dans l'espace ; pour le jardin devant le Sénat, il fallait un écrit ! L'abolition de l'esclavage, c'est l'anneau de chaîne ouvert, l'anneau fermé c'est que tout peut recommencer, et le piétement c'est le retour aux racines, mais c'est aussi la Terre qui est un boulet... »
Annoncée en 2006 par le président Chirac, la commande d'une œuvre publique dédiée à l'abolition de l'esclavage est confiée à Fabrice Hyber. Inaugurée en 2007, la sculpture en bronze polychrome de 3,7 m de hauteur représente trois anneaux d'une chaîne tenus à la verticale par des cales dorées représentant les institutions françaises et la fragilité d'une situation qui peut basculer. Sombre, l'une des faces de la sculpture présente les mots « Ailleurs », « Décimé », « Exterminé », « Déporté », « Mort », « Inhumain », « Esclave ». L'autre face dévoile un système sanguin se rattachant au vivant.

#### C'Hybert Rallye
Désireux de voir l'art sortir des musées et centres dédiés, Fabrice Hyber développe son premier C'Hyber(t) Rallye à Tokyo en 2001 – cette même année il expose également au Watari Hum. Développé depuis à Vassivière, Paris, La Réunion, Toulon, etc., le dispositif invite les spectateurs à prendre part à une vaste chasse au trésor destinée à retrouver des POF dissimulés dans des espaces du quotidien.
Adaptés à leur territoire d'exécution, les C'Hyber(t) Rallyes ont également un objectif de révélation des paysages ou des constructions humaines. La recherche d'une œuvre d'art hors de son emplacement traditionnel sert de médium entre le lieu et les personnes qui s'y trouvent.

### Œuvres principales
- Un Mètre carré de rouge à lèvre, 1981[41]
- L'Homme de Bessines, 1991[42]
- Le Plus Gros Savon du monde, 1991[43]
- L'Hybertmarché, 1995[44]
- Eau d'or, eau dort, odor[45], 47e biennale de Venise, juin 1997 : Lion d'or[45]
- POF no 65 : Ballon carré, 1998[46]
- POF no 51 : Ted Hybert, 1998[47]
- POF no 3 : Balançoire, 1991[48]
- L'Artère, 2003-2004, Paris, parc de la Villette[49]
- Le Cri, l'Écrit, 2007, commande publique réalisée pour la commémoration de l'abolition de l'esclavage, Paris, jardin du Luxembourg[50]
- Peintures homéopathiques, depuis 1986[51].

## Collections

### Collections publiques (sélection)
- Musée d'arts de Nantes
- Musée de l'abbaye Sainte-Croix (Les Sables-d'Olonne)
- Centre Georges-Pompidou
- Musée d'art moderne de la Ville de Paris
- CAPC - Bordeaux
- SMAK - Gand
- MAC - Musée d´Art Contemporain, Lyon
- MAC-Val
- Musée régional d´art contemporain, Sérignan
- FRAC des Pays de la Loire
- FRAC Occitanie
- Château de Rochechouart
- MUDAM Musée d´Art Moderne Grand-Duc Jean, Luxemburg
- MuHKA - Anvers
- Museum het Domein, Sittard
- Moca, Los-Angeles
- Musée d'Art contemporain du XXIe siècle de Kanazawa
- Musée de Herzliya - Tel-Aviv

### Collections privées (sélection)
- Fondation Carmignac
- Fondazione Guastalla
- Fondation Francès
- Fondation Maeght
- Bredin Prat foundation
- Dolorès et Claude Bonan
- Michel Poitevin
- François Meyer
- Masathis
- Guy Savoy
- Maya et Fared Hariri
- Emmanuelle et Jérôme de Noirmont
- Mona Hamilton

## Expositions

### Expositions personnelles (sélection)
1986
- Mutation, Maison de l'avocat, Nantes, France[52]

1987

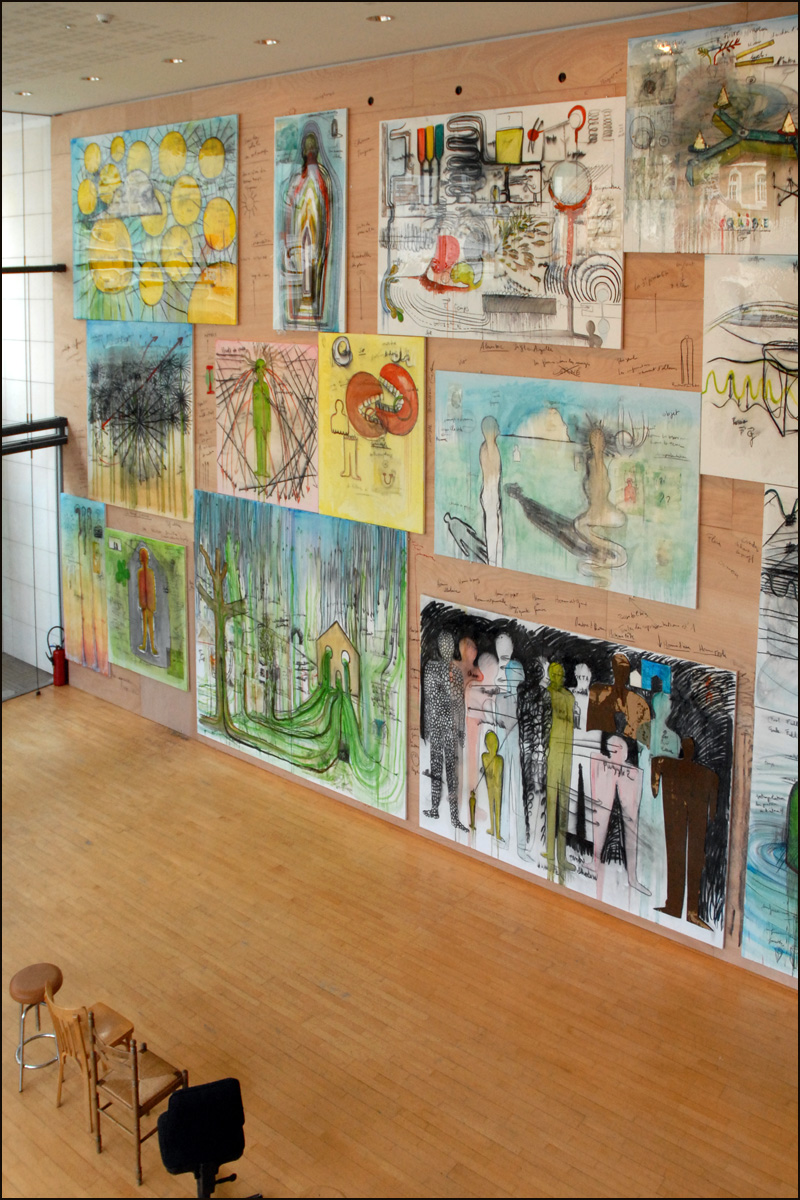
L'exposition Pasteur Spirit en 2010.

- Pollution, galerie Arlogos, Nantes, France
- Fabrice Hybert, Hôtel de ville d'Ussel, Ussel, France
- DRAC Limousin, Limoges, France

1988
- Galerie Riverin-Arlogos, Montréal, Canada

1989
- Change, D.R.A.C., Poitiers, France
- Refaire le monde, Théâtre municipal de Caen, Caen, France
- Fabrice Hybert, Galerie Arlogos, Nantes, France

1990
- Fabrice Hybert, Galerie Froment-Putman, Paris, France
- CREDAC, Ivry-sur-Seine, France

1991
- Fabrice Hybert, galerie Interface, Nîmes, France
- Galerie Arlogos, Nantes, France
- Vis-à-vis, le miroir des galeries, Anciens établissements sacrés, Liège, Belgique

1992
- Les Deux Étages, Centre d'art du Creux de l'enfer, Thiers, France
- Larve d'entreprise, Galerie Arlogos, Nantes, France
- Conversation, Centre d'art contemporain de la Criée, Rennes, France
- Artsonje center, Séoul, Corée du Sud
- Musée Robert Walser, Gais, Suisse

1993
- Fabrice Hybert : œuvres de 1981 à 1993, musée d'Art contemporain C.A.P.C., Bordeaux, France
- Programme d'entreprise indéterminée, musée des beaux-arts de Nantes, France

1994
- Fabrice Hybert, Kunstalle Lophem, Bruges, Belgique
- Galerie ZenoX, Anvers, Belgique
- Contemporary Art Center, Moscou, Russie
- 500e anniversaire de Rabelais, Le Confort moderne, Poitiers, France

1995
- L'Hybertmarché (1-1=2), ARC musée d'Art moderne de la Ville de Paris, France
- Plus lourd à l'intérieur, musée de Saint-Étienne, France
- Plus lourd à l'intérieur, musée de Strasbourg, France
- Galerie Froment-Putman, Paris, France

1996
- Testoo, Kunstraum Luneburg, Allemagne
- Testoo, Jack Tilton Gallery, New York, États-Unis
- EIGEN+ART, Leipzig, Allemagne
- Kunsthalle Lophem, Bruges
- Testoo, Vleeshal, Middelburg, Pays-Bas
- Station u 841 - Berlin, Allemagne

1997
- 25-52, Galerie Erna Hecey, Luxembourg
- Eau d'or, eau dort, ODOR, Pavillon français, 47e Biennale de Venise, Italie
- Muster Testoo, Leipzig, Allemagne
- Et POF, École des beaux-arts, Nantes, France
- EIGEN+ART, Berlin, Allemagne
- Deep Narcissus, Haus, Anvers, Belgique
- Discipline, Galerie Peter Kilchmann, Zurich, Suisse

1998
- Diététique, Le Confort moderne, Poitiers, France
- Citoxe, Fondation De Appel, Amsterdam, Pays-Bas
- Fabrice Hybert, Kunsthalle Saint Gall, Suisse
- Jack Tilton Gallery, New York, États-Unis
- Certificat, université de Kanazawa, Japon

1999
- Spiral TV, it's tomorrow now, Tokyo, Japon
- At your own risk, CCAC Institute, San Francisco, États-Unis
- Musée de Bergen, Bergen, Norvège
- Galerie Erna Hécey, Art Fair Basel, Suisse
- IPM, Art Fair Basel, Suisse
- Mind map, Galerie Eigen+Art, Berlin, Allemagne
- Galerie Peter Kilchmann, Zurich, Suisse
- POF shop", Tokyo, Japon

2000
- Parpadeantes eyes, Museo de las Artes, Guadalajara, Mexique
- Inconnu.net, Changements de temps, Arc de Triomphe, Paris, France
- Inconnu.net, Ace Galery, Los Angeles, États-Unis
- Listaasafn Reykjavik, Reykjavik, Islande
- At your own risk, Porin Taidemuseoon, Pori, Finlande
- At your own risk, Götenborg Kunstmuseum, Göteborg, Suède
- Les Loisirs de Fabrice Hybert, Notre-Dame des Fleurs, Vence, France
- Kunsthalle Lophem, Bruges, Belgique

2001
- Watari-um, Tokyo, Japon
- Ace Gallery, Mexico, Mexique
- Push Corner, Kunsthalle Lophem, Bruges, Belgique
- C'Hybert, Centre d'art contemporain de Vassivière en Limousin, France
- c'hybert rallye, Tokyo, Japon
- c'hybert rallye, Vassivière, France

2002
- Juste après la plage, Galerie du Dourven, Trédez-Locquémeau, France
- POF Cabaret, Kunsthalle Lophem, Bruges, Belgique
- Voix d'eaux, Châteauneuf-en-Auxois, France
- Fabrice Hybert, Jack Tilton Gallery, New York, États-Unis
- Fabrice Hybert, Hôtel du département, Évreux, France
- c'hybert rallye, Paris, France
- Fabrice Hybert, The Box Associati, Turin, Italie

2003
- Entrejambe – Espace privé/Espace public, Espace Gustave Fayet, Sérignan, France
- Les Hommes cellulaires, Château comtal, Carcassonne, France
- Pof, Pof, Pof, Kunstraum leuphana universitat Lüneburg, Allemagne
- L'Artère, 1re partie, Marco, Monterrey, Mexique
- L'Artère, Alliance Française, Monterrey, Mexique

2004
- Heimspiel, Francfort, Allemagne

2005
- Météo Villa Arson, Nice, France
- L'Atelier d'hiver d'Hyber, Domaine Pommery, Reims, France
- Nord-Sud, Frac des Pays de la Loire, Nantes, France
- Fée maison, La Briqueterie, Ciry-le-Noble, Le Creusot, France

2006
- Les Éclats, Musée de Herzliya, Tel Aviv, Israël
- Pétrole, Galerie Jérôme de Noirmont, Paris, France
- Voix d'eaux et +, MABA, Nogent-sur-Marne, France

2007
- Matière à penser / Food for thought, Le Laboratoire, Paris, France
- C'Hyber Rallye de la Réunion, Ile de La Réunion, France

2008
- Du pur Hyber, Galerie Jérôme de Noirmont, Paris, France
- Power plants, la puissance des plantes, Espace F-A Ducros, Grignan, France
- Seed and Grow Je s'aime. Watari-Um, Tokyo, Japon

2009
- Seed and Grow, Vangi Sculpture Garden Museum, Tokyo, Japon

2010
- Immortalité Moscou, Nijni Novgorod, Krasnoyarsk, Russie[53]
- Pasteur' Spirit Institut Pasteur, Paris, France[54]

2011
- Inventions, Galerie Jérôme de Noirmont, Paris, France[55]

2012
- Matières premières Palais de Tokyo, Paris, France[56]
- POF, Prototype d'objets en fonctionnent, MAC VAL, Vitry-sur-Seine, France
- Essentiel, peintures homéopathiques Fondation Maeght, Saint-Paul-de-Vence, France

2013
- Raw materials, Baltic Centre for contemporary art, Newcastle, Angleterre[57]
- Essentiel peintures homéopathiques, Fondation Maeght, Saint-Paul-de-Vence, France

2014
- Interdit aux enfants, Galerie Nathalie Obadia, Paris, France[58]
- Homeopathic paintings, Galerie der Stadt Tuttlingen, Tuttlingen, Allemagne

2015
- Mutations acquises, Galerie Nathalie Obadia, Bruxelles, Belgique
- Forme des mots, M HKA, Anvers, Belgique[59]
- 271 643 795 m2, CRAC Languedoc Roussillon, Sète, France[60]

2016
- L'Homme Éponge, MUP IDF, Bondy/Cachan/Boulogne-Billancourt, France
- « L'entier » par Fabrice Hyber, Cyrille Putman et galerie quatre, Arles, France[61]

2017
- hyberDUBUFFET, Jean Dubuffet et Fabrice Hyber, Galerie Nathalie Obadia, Paris
- OVNI, École des Beaux-Arts, Nantes

2019
- Résidence Yishu 8, Pékin, Chine
- Prototypes, Appartement 22, Rabat, Maroc
- “Coool” #greenbear, Gare d’Osaka, Osaka, Japon
- Homme(s) de Bessines Géants, Marfa, États-Unis

2020
- Habiter la forêt, Galerie Nathalie Obadia, Paris, France[62]
- Fabrice Hyber, galerie Telmah, Rouen, France

2021
- Frisson d'Hyber, Gilles Drouault, galerie/multiples, Paris, France[63]
- Fresh Air, galerie RX, New-York, États-Unis[64]
- L'Artère 2021, La Villette, Paris, France[65]

2022
- Limited Edition Hyber Fournet, boutique Camille Fournet, Paris, France[66]
- L'Homme de Bessines, jardin du Palais-Royal, Paris, France[67]
- POF, Lasécu, Lille, France[68]
- La Vallée, Fondation Cartier, Paris, France[69]

2023
- Sous la forêt, des vies, Domaine de Chaumont-sur-Loire

### Expositions collectives (sélection)
1986
- Ateliers internationaux des Pays de la Loire 1986, Abbaye royale de Fontevraud, Fontevraud, France

1987
- 1st international Istanbul Contemporary Art Exhibitions, Ankara, Istanbul, Turquie

1990
- Espaces internationaux, CREDAC, Ivry-sur-Seine, France
- Des ateliers, une collection du FRAC des Pays de la Loire, FRAC Auvergne, Clermont-Ferrand, France
- Baquié-Faure-Hybert, Galerie Arlogos, Nantes, France
- Ateliers de la fondation Cartier, Fondation Cartier, Paris, France

1991
- Les Couleurs de l'argent, musée de la Poste, Paris, France
- Collection du CAPC musée : Absalon, Richard Fauguet, Fabrice Hybert, Didier Marcel, CAPC-musée d'Art contemporain, Bordeaux, France

1992
- Périls et Colères, CAPC-musée d'Art contemporain, Bordeaux, France
- Il faut construire l'hacienda, C.C.C, Tours, France
- France troisième génération Exposition internationale, Séville, Espagne

1993
- Nouveaux Augures, FRAC Languedoc-Roussillon, Montpellier, France
- L'Image dans le tapis, Arsenale, Venise, Italie
- L'Autre à Montevideo, Museo Nacional de Artes Visuales, Montevideo, Uruguay
- Eros, c'est la vie, Le Confort moderne, Poitiers, France
- Chambre 763, Hôtel Carlton, Paris, France

1994
- This is the show and the show is many things, Museum van Hedendaagse kunst, Gand, Belgique
- Hors-limites, Centre Georges Pompidou, Paris, France
- Cloaca maxima, Museum der Stadtenwässerung, Zurich, Suisse

1995
- Take me I'm yours, Serpentine Gallery, Londres, Angleterre
- Shift, De Appel, Amsterdam, Pays-Bas
- Maisons-cerveaux, FRAC Champagne Ardenne, Reims, France
- Le Dépeupleur, Galerie Froment Putman, Paris, France
- Laboratoires, Damien Hirst, Fabrice Hybert, Kiki Smith, Patrick Van Caeckenberg, pour une expérience du corps, Galerie Art et Essai (université Rennes 2), Rennes, France
- Féminin Masculin le sexe de l'art, Centre Georges-Pompidou, Paris, France
- Biennale de Kwangju, Kwangju, Corée du Sud

1996
- We (Fabrice Hybert et Uri Tzaig), musée d'Israël, Jérusalem, Israël
- Collection : Absalon, Hyber, Mouillé, CAPC-musée d'Art contemporain, Bordeaux, France
- Cabines de bain, piscine de la Motta, Fribourg, Suisse

1997
- Kunst in der stadt, Kunstverein, Bregenz, Autriche
- Fenêtre sur cour, Galerie Almine Rech, Paris, France
- Do it, New-York, États-Unis
- Connexions implicites, École nationale supérieure des beaux-arts, Paris, France
- Biennale de Kwangju, Kwangju, Corée du Sud
- 47e biennale de Venise ; Eau d'or, eau dort, ODOR Venise - Pavillon de la France, Italie

1998
- Tu parles/J'écoute, Fine arts museum, Taipei, Taïwan
- To the living room, Watari-um museum, Tokyo, Japon
- Premises, Guggenheim, New-York, États-Unis
- Métissages, Musée du Luxembourg, Paris, France
- Jef Geys-Fabrice Hybert, Z33, Hasselt, Belgique
- Indoor, Centro civico La Grancia, Serre de Rapolano, Italie
- H2O, Galerie Erna Hécey, Luxembourg
- Cet et été là... Exposition des variétés, CRAC, Sète, France

1999
- Spiral TV it's tomorow now (3e édition du festival art life), Spiral, Tokyo, Japon
- Picnic, Museo de las artes, Guadalajara, Mexique
- Passage, new french art, Hiroshima - MOCA / Sapporo - Hokkaido museum of modern art / Tokyo - Setagaya museum, Japon
- Made in France, Artsonje center, Séoul, Corée du Sud
- Indoor, musée des beaux-arts, Lyon, France

2000
- Voilà le monde dans la tête, musée d'Art moderne, Paris, France
- Passage, new french art, City museum, Nagoya, Japon
- Narcisse blessé, autoportraits contemporains, Passage de Retz, Paris, France
- La Ville, le Jardin, la Mémoire, Villa Médici, Rome, Italie
- Air air, celebrating inflatables, Grimaldi forum, Monaco

2001
- Somewhere over the rainbow, FRAC Haute-Normandie, Sotteville-lès-Rouen, France
- Simulacres et Détournements dans les années 1980 et 90, CAPC-musée d'Art contemporain, Bordeaux, France
- Le Ludique, musée du Québec, Québec, Canada

2002
- Objets de réflexion, FRAC Ile-de-France / Le plateau, Paris, France

2003
- Trésors publics 20 ans de création dans les Fonds régionaux d'art contemporain. L'État des choses. L'Objet dans l'art de 1960 à aujourd'hui, musée des Beaux-Arts, Nantes, France
- Sexe, sexe, etc., Galerie Beaubourg, Château Notre-dame-des-Fleurs, France
- Pour l'amour de Vénus, Donjon de Vez, France
- Les 20 ans des FRAC, musée des Beaux-Arts, Nantes, France
- Le Ludique, musée d'Art moderne, Villeneuve-d'Ascq, France

2004
- Mix Max, Artsonje center, Séoul, Corée du Sud
- L'Art à la plage, Ramatuelle, France
- Frantisek Kupka, Musée Fabre, Montpellier, France
- F2004@Shanghai, Année de la France en Chine, La Fabrique, Shanghai[70]

2005
- Supernova, Domaine Pommery, Reims, France
- Météo, Villa Arson, Nice, France
- Dionysiac, Centre Georges Pompidou, Paris, France
- 3rd world ceramix biennale, Incheon, Corée du Sud

2006
- We Humans are Free : from the collection of SMAK, The 21st century museum of contemporary art, Kanazawa, Japon
- Une proposition de Mathieu Mercier, FRAC Basse-Normandie, Caen, France
- Peinture Malerei, Martin-Gropius-Bau, Berlin, Allemagne
- L'Art à la plage, Ramatuelle, France
- La Force de l'art, Grand Palais, Paris, France

2007
- Suite française, Institut français, Vienne, Autriche
- Rouge Baiser, Hangar à bananes, Nantes, France
- Le Musée côté jardin, musée d'Art et d'Histoire, Saint-Brieuc, France
- Estuaire, Canal Saint Felix, France
- Airs de Paris, Centre Georges Pompidou, Paris, France

2008
- Sens dessus dessous, CRAC Languedoc-Roussillon, Sète , France
- Mobile Art Chanel, New York ; Tokyo ; Hong Kong

2009
- Métissages, Musée Baron-Gérard, Bayeux, France
- La Force de l'art, Grand Palais, Paris, France
- Collection Florence et Daniel Guerlain, Fondation Guerlain, Les Mesnuls, France

2010
- Nos meilleurs souvenirs, Domaine Pommery, Reims , France
- Métissages, Hôtel Hèbre de Saint-Clément, Rochefort, France
- L'Expérience du monde, Contemporary art center, Moscou, Russie
- Le Sourire du chat (opus 1), Hangar à bananes, Nantes, France
- Le Mont analogue, Centro cultural metropolitano, Quito, Équateur
- Circuit céramique à Sèvres. La Scène française contemporaine, Manufacture de Sèvres, Sèvres, France
- Biennale de Lodz, Lodz, Pologne

2011
- Paris, Delhi, Bombay, Centre Georges Pompidou, Paris, France
- Inquiétantes Étrangetés, musée des Beaux-Arts, Nantes, France
- Dessins exquis, Slick, Paris, France
- Already-made, Galerie Jérôme de Noirmont, Paris, France

2012
- To be with art is all we ask, Astrup Fearnley Museet, Oslo, Norvège
- Retour à l'intime la collection Giuliana et Tommaso Setari, La Maison rouge, Paris, France
- L'Âne musicien (Déchire tout et recommence), FRAC Languedoc-Roussillon, Montpellier, France
- Estuaire, Canal Saint Felix, France
- Camere 17, Rome, Italie
- Abu Dhabi Art's Arts, Talks and sensations, Abu Dhabi, Émirats arabes unis

2013
- Poétique d'objets, Lieu d'art et d'action contemporaine, Dunkerque, France
- La Tyrannie des objets Galeries Lafayette, Galerie des galeries, Paris, France
- La Donation Florence et Daniel Guerlain, Centre Georges Pompidou, Paris, France
- Entre-temps... Brusquement et ensuite (12e biennale de Lyon), Lyon, France
- De Chaissac à Hyber, Historial de la Vendée, Les Lucs-sur-Boulogne, France

2014
- Procession, CAPC-musée d'art contemporain, Bordeaux, France
- L'Image dans l'onde, Fondation François-Schneider, Wattwiller, France
- Le Mur. La collection Antoine de Galbert, La Maison rouge, Paris, France
- Donaugalerie ein skulpturenprojekt der stadt Tuttlingen, Tuttlingen, Allemagne
- Brave new world, Metropolitan museum, Manille, Philippines
- Biennale de Busan 2014 : Habiter le monde, Busan, Corée du Sud

2015
- Take me I'm yours, La Monnaie, Paris, France
- Cosa mentale, Centre Georges-Pompidou, Metz, France
- CONTOUR 7 biennale voor bewegend beeld a moving image biennale in Mechelen, Mechelen, Belgique

2016
- PAD Paris Art Design, France - Paris - Jardin des Tuileries

2019
- Coup de foudre, avec Nathalie Talec, espace Fondation EDF, Paris[71]
- Nous les arbres, Fondation Cartier[72]

2020
- Les Extatiques, Paris la Défense, France
- Notre monde brûle, Palais de Tokyo, Paris, France
- Habiter la forêt, Galerie Nathalie Obadia, Paris, France[73]

2021
- Napoléon ? Encore !, Musée de l'Armée, Paris, France[74]
- Trees, Power Station of Art, Shanghai, Chine[75]

2022
- Vous êtes un arbre, Les Franciscaines, Deauville, France[76]

2023
- Œuvres choisies, Galerie RX, New-York, États-Unis

## Distinctions personnelles
- Chevalier de la Légion d'honneur (décret du 31 décembre 2023)[77]

#### Monographies
- Frederic Bougle, 1-1 = 2 Entretiens avec Fabrice Hybert, Nantes, Éditions Joca Seria, 1992-1994
- Pascal Rousseau, Fabrice Hybert, Paris, Hazan, 1999
- Guy Tortosa, POF HYBERT, Paris, UR éditions, 1999
- Thierry Laurent, Il est interdit de mourir, Paris, Au même titre éditions, 2003
- Fabrice Hyber, Richesses, Paris, Éditions Jannink, 2004
- Bernard Marcadé, Baert de Baere, Pierre Giquel, Hyber, Paris, Flammarion, 2009.
- Philippe Forest, Bernard Marcadé, Olivier Schwartz, Yves Jammet, L'Artère - Le Jardin des dessins, Nantes, Éditions Cécile Defaut, 2009.
- Gilles Coudert, Alice Dautry, Pascal Rousseau, Olivier Schwartz, Fabrice Hyber Sans gêne livre DVD, Paris, Après éditions, 2012.
- Donatien Grau, Hans Ulrich Obrist, Hyber… Hyber, Paris, Bernard Chauveau éditeur, 2014.

#### Catalogues d'expositions personnelles
- Pierre Giquel, Fabrice Hybert Mutation, Nantes, La Maison de l'avocat, 1986.
- Guy Tortosa, Pierre Giquel, Fabrice Hybert, Direction régionale des affaires culturelles du Limousin, 1987.
- Jean-Louis Froment, Pierre Giquel, Catherine Strasser, Fabrice Hybert, œuvres de 1981 à 1993, CapcMusée d'Art contemporain de Bordeaux, 1993.
- Bernard Ceysson, Friedemann Malsch, Plus lourd à l'intérieur, Éditions du musée d'Art moderne de Saint-Étienne, 1995.
- Jean-Pierre Changeur, Alice Dautry, Annick Perrot, Olivier Schwartz, Fabrice Hyber à l'Institut Pasteur, Paris, Institut Pasteur, 2010.
- Jacqueline Frydman, Pascal Rousseau, Fabrice Hyber, Moscou, Maison de la photographie de Moscou, 2010.
- Nicolas Setari, POF Prototypes d'objets en fonctionnement 1991-2012, Vitry-sur-Seine, MAC VAL, 2012.
- Olivier Kaeppelin, Bernard Marcade, Pascal Rousseau, Essentiel peintures homéopathiques, Saint-Paul de Vence, Fondatien Maeght, 2012.

#### Articles
- Alain Coulange, « Bernard Marcadé. Hyber », Critique d'art, no 33,‎ printemps 2009 (lire en ligne, consulté le 26 décembre 2018).

### Documentaires
- Fabrice Hyber, Nuancier, film de Gilles Coudert (52 min / 2013 / a.p.r.e.s production) Ce documentaire présente les quatre expositions simultanées de l'artiste Fabrice Hyber à l'automne-hiver 2012 : « Essentiel, Peintures homéopathiques » à la Fondation Maeght, « P.O.F. / Prototypes d'Objets en Fonctionnement » au MAC/VAL, « Matières premières » au Palais de Tokyo et « Sans gène » à l'Institut Pasteur. Des entretiens de l'artiste dans chaque lieu ainsi que de Olivier Kaeppelin (Fondation Maeght), de Frank Lamy (MAC/VAL), de Jean de Loisy (Palais de Tokyo) ou encore de Olivier Schwartz (Institut Pasteur) permettent de comprendre la richesse et la diversité des interventions de Fabrice Hyber dans ces différents lieux.
- Fabrice Hyber, Sans gêne, film de Gilles Coudert (26 min / 2012 / a.p.r.e.s production/Institut Pasteur) Deux ans après l'exposition « Pasteur'Spirit », l'Institut Pasteur accueille à nouveau Fabrice Hyber sur son campus avec une œuvre pérenne intitulée Sans gêne, offerte par l'artiste et réalisée au sein d'un nouveau bâtiment dédié aux maladies émergentes. Le film de Gilles Coudert nous livrent en images le processus d'élaboration de l'œuvre et donnent ses enjeux à travers la parole de l'artiste, celle des chercheurs et acteurs du projet.
- L'artère, le Jardin des dessins, film de Gilles Coudert (13 min / 2005 / a.p.r.e.s production) Ce documentaire présente un entretien entre Pierre-André Boutang et l'artiste Fabrice Hyber autour de la réalisation à Monterrey au Mexique et de l'installation au Parc de la Villette à Paris de l'œuvre permanente sur le thème du Sida commanditée par Sidaction. Fabrice Hyber raconte l'histoire de cette lutte contre le sida et pour la vie.
- L'Hyber, film de Gilles Coudert & Sébastien Pluot (52 min / 2004 / a.p.r.e.s production) Rétrospective du travail de Fabrice Hyber par lui-même, au fil de la création d'une peinture homéopathique. Cette peinture reprend les différents éléments de son travail sous forme de Storyboard, ce film se replonge dans les œuvres de l'artiste depuis les années 1980.
- Fabrice Hyber, Ur, film de Gilles Coudert & Sébastien Pluot (12 min / 2004 / a.p.r.e.s production) Présentation de Unlimited Responsibility, SARL créée en 1994 par Fabrice Hyber : dialogue entre l'artiste et son avocat, Cyril Bonan.
- Fabrice Hyber : L'Artère, le jardin des dessins, film de Gilles Coudert (30 min / 2004 / a.p.r.e.s production) Documentaire sur la réalisation à Monterrey (Mexique) et l'installation au Parc de la Villette (Paris 2004) de l'œuvre permanente de Fabrice Hyber sur le thème du Sida commanditée par Sidaction.
- Pof Cabaret, Bruges, film de Gilles Coudert (10 min / 2003 / a.p.r.e.s production) Mise en scène des Pof (Prototype d'objet en fonctionnement) de Fabrice Hybert dans un spectacle présenté par Eliane Pine Carringhton et Greeny.
- C'Hyber Rallye Paris, film de Sébastien Pluot (20 min / 2003 / a.p.r.e.s production) Documentaire sur la version urbaine du C'Hyber rallye : des centaines de participants sillonnent la capitale à la recherche des Pof de Fabrice Hyber.
- C'Hyber Rallye Vassivière, film de Gilles Coudert & Sébastien Pluot (21 min / 2002 / a.p.r.e.s production) Documentaire sur le projet de Fabrice Hyber : une chasse au trésor et un itinéraire en compagnie d'une équipe partie à la recherche des Pof…
- Signalétique, tercera estació, film de Gilles Coudert & Sébastien Pluot (25 min /2002 / a.p.r.e.s production) Documentaire retraçant l'intervention pérenne de l'artiste Fabrice Hyber sur les plaques des rues du village de Benifallet en Catalogne (Espagne) dans le cadre du projet tercera estació.
- Hybercour, film de Gilles Coudert (14 min / 2001 / a.p.r.e.s production) Dialogue entre Fabrice Hyber et Pierre-André Boutang autour de l'œuvre de l'artiste.